# 안종수
안종수 (1920년 12월 7일 ~)는 대한민국의 축구인이다. 1966년 방콕 아시안 게임에서 대한민국 축구 국가대표팀 감독을 역임하였다.